# Японское библейское общество
Японское библейское общество — христианская организация, занимающаяся переводом и распространением Библии в Японии. Была создана в 1937 году с помощью Национального Библейского общества Шотландии (которое теперь называется Шотландским Библейским Обществом), Американского Библейского Общества, усилиями англичан-проповедников и других иностранных Библейских Обществ.
Около 2 390 000 копий японского перевода Библии были распространены в Японии с 1945 по 1948 годы. Общественное движение «Распространим 10 миллионов Библии» имело влияние в стране с 1949 по 1951 год. Большой вклад в перевод и распространение Библии в Японии привнёс американский миссионер Джеймс Кёртис Хэпбёрн.
В 1969 году Япононское библейское общество стало независимой организацией, более не ищет финансовую поддержку от своих побратимов-обществ на Западе. Утверждается, что около одного миллиона экземпляра Библии продаются в Японии каждый год, в том числе манги Библии.

## Хроника
- 1937 год — Создание организации
- 1949 год — Получен официальный статус фонда
- 1954 год — Опубликован перевод Нового Завета
- 1955 год — Опубликован перевод Ветхого Завета
- 1978 год — Публикуется совместная Библия (только Новый Завет)
- 1987 год — Публикация новой совместной Библии